# Марьино-1
Марьино-1 — деревня в Рязанском районе Рязанской области. Входит в состав Турлатовского сельского поселения.

## География
Находится в северо-западной части Рязанской области на расстоянии приблизительно 16 км на юго-восток по прямой от вокзала станции Рязань I.

## История
Деревня Марьина была отмечена уже на карте 1797 года. На карте 1850 года отмечена как поселение с 21 двором. В 1859 году здесь (тогда деревня Рязанского уезда Рязанской губернии) было учтено 18 дворов, в 1897 (уже Марьино-1)— 16.

## Население
| 1859 | 1897 | 2002 | 2010 |
| ---- | ---- | ---- | ---- |
| 209  | ↘136 | ↘10  | ↗30  |